# Monika Brunner-Weinzierl

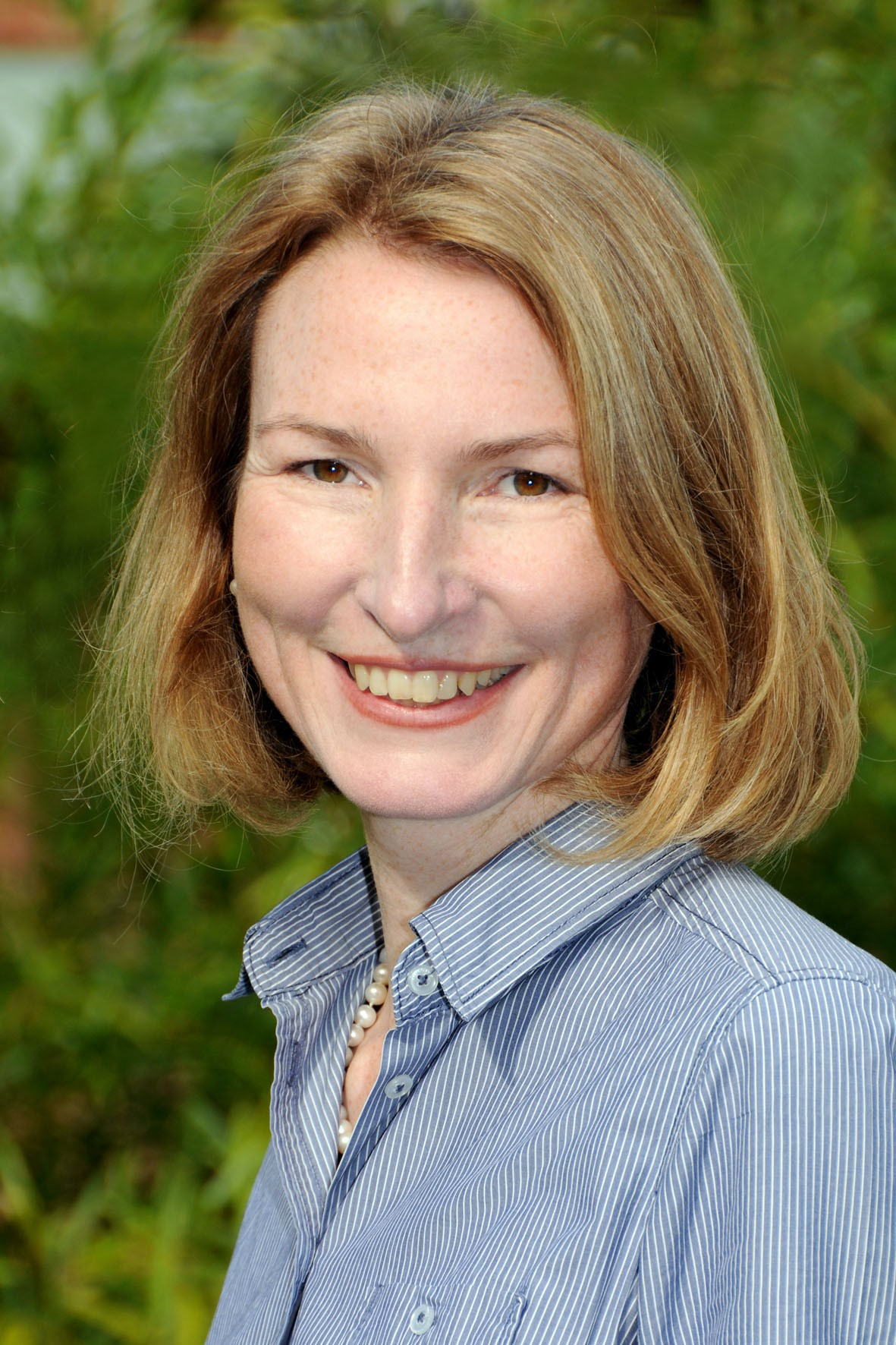
Monika Brunner-Weinzierl

Monika C. Brunner-Weinzierl (* 22. Januar 1966 in Landshut) ist eine deutsche Immunologin und Biologin. Sie ist seit 2016 die erste Prorektorin für Forschung, Technologie und Chancengleichheit an der Otto-von-Guericke-Universität Magdeburg.

## Leben
Monika Brunner-Weinzierl studierte von 1985 bis 1991 Biologie und Informatik an der Freien Universität Berlin und der University of Western Australia (UWA) in Perth. Im Jahr 1995 promovierte sie zum Thema „T-cell cytokine responses associated with a protective major histocompatibility complex class II allele“ am Deutschen Rheuma-Forschungszentrum (DRFZ) Berlin bei N.A. Mitchison. Als Postdoktorandin arbeitete sie bei Jim Allison, Department der Krebsforschung an der University of California, Berkeley. Es folgten weitere Forschungsaufenthalte in den USA und Arbeitsgruppenleitungen, bevor ihr im Jahr 2003 die Anerkennung als Fachimmunologin erteilt wurde. Im gleichen Jahr schloss sie ihre Habilitation ab. Im Jahr 2007 wurde sie als Professorin für Experimentelle Pädiatrie berufen und mit Leitung der Forschung und Immundiagnostik der Universitätskinderklinik, Otto-von-Guericke Universität Magdeburg betraut. Seit 2016 ist sie Mitglied des Rektorats und erste Prorektorin für Forschung, Technologietransfer und Chancengleichheit. Monika Brunner-Weinzierl ist mit Stefan Weinzierl verheiratet und Mutter zweier Kinder.

## Forschungsleistungen
Brunner-Weinzierl forscht über Eigenschaften der Infektabwehr von Kleinkindern sowie der Pathogenese von Allergien und Autoimmunerkrankungen. Weiterhin beschäftigt sie sich mit „Immuncheckpoint“-Therapien bei Tumorabstoßung sowie den molekularen Mechanismen der T-Zelldifferenzierung. Sie ist Leiterin der Forschung der Kinderklinik, der Klinischen Immundiagnostik und Sprecherin des Forschungsverbundes Perinatale Immunologie. Im Jahr 2011 ging die Förderung Innovative Lehre an die Kinderklinik an die Arbeiten von Frau Brunner-Weinzierl. Das dort etablierte Lehrprojekt verknüpft alte Ansätze von Sokrates mit neuester Technik: Fragen im Hörsaal sollen das Beste aus dem Lernenden herausholen. Hauptpunkt ist, dass der Lehrende über Fragen mitverfolgen kann, wie viel die Studierenden von der Vorlesung verstanden haben.

## Forschungsschwerpunkte
- Immunonkologie
- Allergie
- Chronische Entzündung und Autoimmunerkrankung
- Adaptives Immunsystem, insbesondere T-Zellen[4]
- Immunsystem von Neugeborenen und Kindern

## Mitgliedschaften und Ehrungen

### Mitgliedschaften
- Deutsche Gesellschaft für Immunologie (DGFI)
- Arbeitskreis T-Zellen der DGfI
- American Association of Immunology (AAI)

### Auszeichnungen
- Stipendiatin (in den USA) des Bundesministeriums für Bildung und Forschung (BMBF), vergeben durch das DKFZ, Heidelberg. Emmy Nöther Vorläufer-Programm: Infektionsforschung, 1995–1997
- Stipendiatin (Inland) des BMBF, vergeben durch das DKFZ, Heidelberg. Emmy Nöther Vorläufer-Programm: Infektionsforschung, 1997–2000
- Rahel Hirsch Stipendiatin der Charité HU-Berlin, 2002–2004
- Preisträgerin der Wolfgang Schulze Stiftung, vergeben durch die Rheumaliga, 2003 und 2004
- Aufnahme der Publikation Pandiyan et al., 2004, J. Exp. Med. 199: 381 unter die 1000 besten Publikationen der Biologie (Faculty of 1000), 2004
- „Persönliche Forschungsförderung zur Berufungsfähigkeit“ vergeben an die besten 10 % Privat-Dozenten der Charité Berlin, 2006
- Max Hirsch Lecturer SS07 der Charité Berlin, 2007
- Aufnahme der Publikation Hoff et al., 2009, J. Immunol. 182: 5342 unter die 1000 besten Publikationen der Medizin (Faculty of 1000), 2009 ;
- Auszeichnung der Publikation Rudolph et al., 2011, J. Immunol. 182: 5342 als „Research Highlight“ von Nature Immunology, 2011

## Ausgewählte Veröffentlichungen
- Pushpa Pandiyan, Dagmar Gärtner, Osman Soezeri, Andreas Radbruch, Klaus Schulze-Osthoff, Monika C. Brunner-Weinzierl: CD152 (CTLA-4) Determines the Unequal Resistance of Th1 and Th2 Cells against Activation-induced Cell Death by a Mechanism Requiring PI3 Kinase Function. In: The Journal of Experimental Medicine. Band 199, Nr. 6. Rockefeller University Press, S. 831–842, doi:10.1084/jem.20031058.
- Holger Lingel, Josef Wissing, Aditya Arra, Denny Schanze, Stefan Lienenklaus, Frank Klawonn, Mandy Pierau, Martin Zenker, Lothar Jänsch, Monika C Brunner-Weinzierl: CTLA-4-mediated posttranslational modifications direct cytotoxic T-lymphocyte differentiation. In: Cell Death and Differentiation. 23. Juni 2017, doi:10.1038/cdd.2017.102 (nature.com).
- Paula Kolar, Karin Knieke, J. Kolja E. Hegel, Dagmar Quandt, Gerd-R. Burmester, Holger Hoff, Monika C. Brunner-Weinzierl: CTLA-4 (CD152) controls homeostasis and suppressive capacity of regulatory T cells in mice. In: Arthritis & Rheumatism. Band 60, Nr. 1. Wiley Subscription Services, Inc., A Wiley Company, 2009, S. 123–132, doi:10.1002/art.24181.
- Dagmar Gärtner, Holger Hoff, Ulrike Gimsa, Gerd-R. Burmester, Monika C. Brunner-Weinzierl: CD25 regulatory T cells determine secondary but not primary remission in EAE: Impact on long-term disease progression. In: Journal of Neuroimmunology. Band 172, Nr. 1, 2006, S. 73–84, doi:10.1016/j.jneuroim.2005.11.003.
- Eva Freier, Cora Stefanie Weber, Ulrike Nowottne, Christiane Horn, Katrin Bartels, Sabrina Meyer, York Hildebrandt, Tim Luetkens, Yanran Cao, Caroline Pabst, Julia Muzzulini, Benjamin Schnee, Monika Christine Brunner-Weinzierl, Maurizio Marangolo, Carsten Bokemeyer, Hans-Christian Deter, Djordje Atanackovic: Decrease of CD4+FOXP3+ T regulatory cells in the peripheral blood of human subjects undergoing a mental stressor. In: Elsevier BV (Hrsg.): Psychoneuroendocrinology. Juni 2010, S. 663–673, doi:10.1016/j.psyneuen.2009.10.005.
- Ana Stojanovic, Nathalie Fiegler, Monika Brunner-Weinzierl and Adelheid Cerwenka: CTLA-4 Is Expressed by Activated Mouse NK Cells and Inhibits NK Cell IFN-γ Production in Response to Mature Dendritic Cells. In: The American Association of Immunologists (Hrsg.): The Journal of Immunology. Band 192, Nr. 9, 31. März 2014, S. 4184–4191, doi:10.4049/jimmunol.1302091.